# Varniai
Varniai (ryska: Варняй) är en ort i Litauen. Den ligger i den västra delen av landet, 220 km nordväst om huvudstaden Vilnius. Varniai ligger 154 meter över havet och antalet invånare är 1 227.
Terrängen runt Varniai är platt. Runt Varniai är det ganska glesbefolkat, med 28 invånare per kvadratkilometer. Varniai är det största samhället i trakten. Omgivningarna runt Varniai är en mosaik av jordbruksmark och naturlig växtlighet.